# Trichomyia pollex
Trichomyia pollex är en tvåvingeart som beskrevs av Duckhouse 1978. Trichomyia pollex ingår i släktet Trichomyia och familjen fjärilsmyggor. Inga underarter finns listade i Catalogue of Life.